# 요비차 스토키치
요비차 스토키치(세르비아어: Јовица "Јоцо" Стокић, 1987년 4월 20일 ~ ) 또는 조초 스토키치라고도 불리는 보스니아 헤르체고비나의 축구 선수로, 포지션은 공격수이다.

## 선수 경력

### 전남 드래곤즈
2014년에 K리그 클래식의 제주 유나이티드에 입단하였다. K리그 등록명은 스토키치이었다.